# سكوت كالابريس
سكوت كالابريس (بالإنجليزية: Scott Calabrese) هو مدرب كرة قدم أمريكي، ولد في 2 يونيو 1972 في نيو هيفن في الولايات المتحدة.